# Víceměřice
Víceměřice település Csehországban, a Prostějovi járásban. Víceměřice Nezamyslice, Pivín, Němčice nad Hanou, Doloplazy és Dobromilice településekkel határos. Lakosainak száma 573 fő (2024. január 1.).

## Népesség
A település lakosságának változását az alábbi diagram mutatja:
| Lakosok száma | 422  | 476  | 504  | 715  | 640  | 604  | 583  | 600  | 608  | 573  |
|               | 1869 | 1900 | 1921 | 1961 | 1980 | 2011 | 2016 | 2019 | 2021 | 2024 |